# Zánka
Zánka är ett samhälle i provinsen Veszprém i Ungern. Zánka ligger i distriktet Balatonfüred och har en area på 19,55 km². År 2019 hade Zánka totalt 788 invånare.